# الحملة الزيرية على برغواطة
```
الحملة الزيرية على 
برغواطة
 هي عملية عسكرية نفذها في عام 980 أو 981 أمير 
المغرب الأوسط
 
وإفريقية
 
بولوغين بن زيري
 في منطقة 
تامسنا
 بالمغرب الأقصى .
```

## بداية الحملة
انطلقت البعثة من إفريقية بستة آلاف من نخبة الفرسان بقيادة بلوغين بن زيري حيث قامت أولاً بإخضاع سجلماسة وفاس قبل أن تتجه شمالاً عند وصولها أمام سبتة وجدت الحملة نفسها في مواجهة جيش أموي متكامل ومهيب حيث لم تتمكن من مواجهته بعدد الفرسان الزيريين المنخفض.
أعادت قوات الزيريد توجيه حملتها نحو تامسنا معقل برغواطة واخضاعها.

## النتائج
انتصرت الحملة في برغواطة واستعبد عدد كبير من النساء والأطفال الذين تم توجيههم إلى إفريقية.
ومع ذلك استمرت ولاية برغواطة بشكل ضعيف ولم يتم تدميرها بشكل نهائي إلا بعد عدة عقود تحت تأثير هجمات المرابطين .

## المذكرات و المراجع
1. 1 2  H R Idris (1962). La berbérie orientale sous les Zīrīdes, Xe-XIIe siècles (بالفرنسية). Paris: Librairie d'Amérique et d'Orient, Adrien-Maisonneuve. p. 57-58.

## مقالات لها صلة
الزيريون
برغواطة
الفاطميين